# グレートバリアリーフ海洋公園

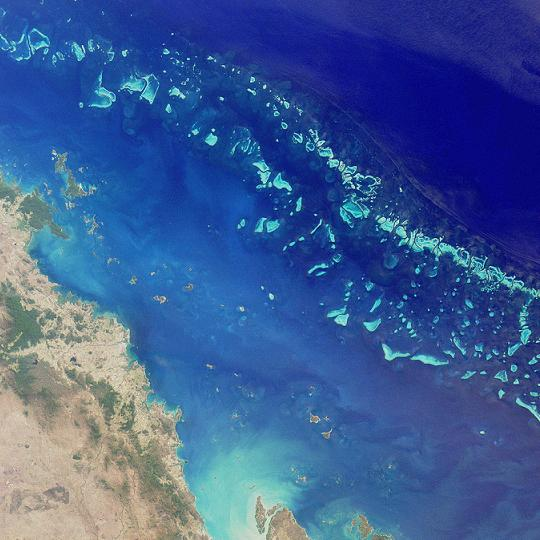
グレートバリアリーフ衛星写真

グレートバリアリーフ海洋公園（Great Barrier Reef Marine Park）はグレートバリアリーフ海洋公園法（Great Barrier Reef Marine Park Act）によってグレートバリアリーフの一部を海洋公園として保護した地域のことである。ユネスコの世界遺産（自然遺産）として保護されたグレードバリアリーフは約34,870,000haの海域を有しているがこの海洋公園ではクイーンズランド州の島嶼部が保護されていないため、約33,126,500haの海域を保護し、グレートバリアリーフ全域を保護していない。この海洋公園内では、釣り行為や自然の造形、魚、珊瑚、貝などを持ち去る行為を厳しく制限し、商業船の航行も周辺の生態を傷つけないように決められたルートを通らなければならないという厳しい規則を設けている。
この公園の管理はグレートバリアリーフ海洋公園局（Great Barrier Reef Marine Park Authority, GBRMPA）が行い、GBRMPAは公園内の制限された区域の利用に関する利用許可証の発行から、公園内の港の管理まで、多種多様な業務を行い、公園を管理している。GBRMPAの財源の一部は公園利用者の入場税一日あたり4.50オーストラリア・ドル（最高13.50ドル）で成り立っている。

## 関連項目

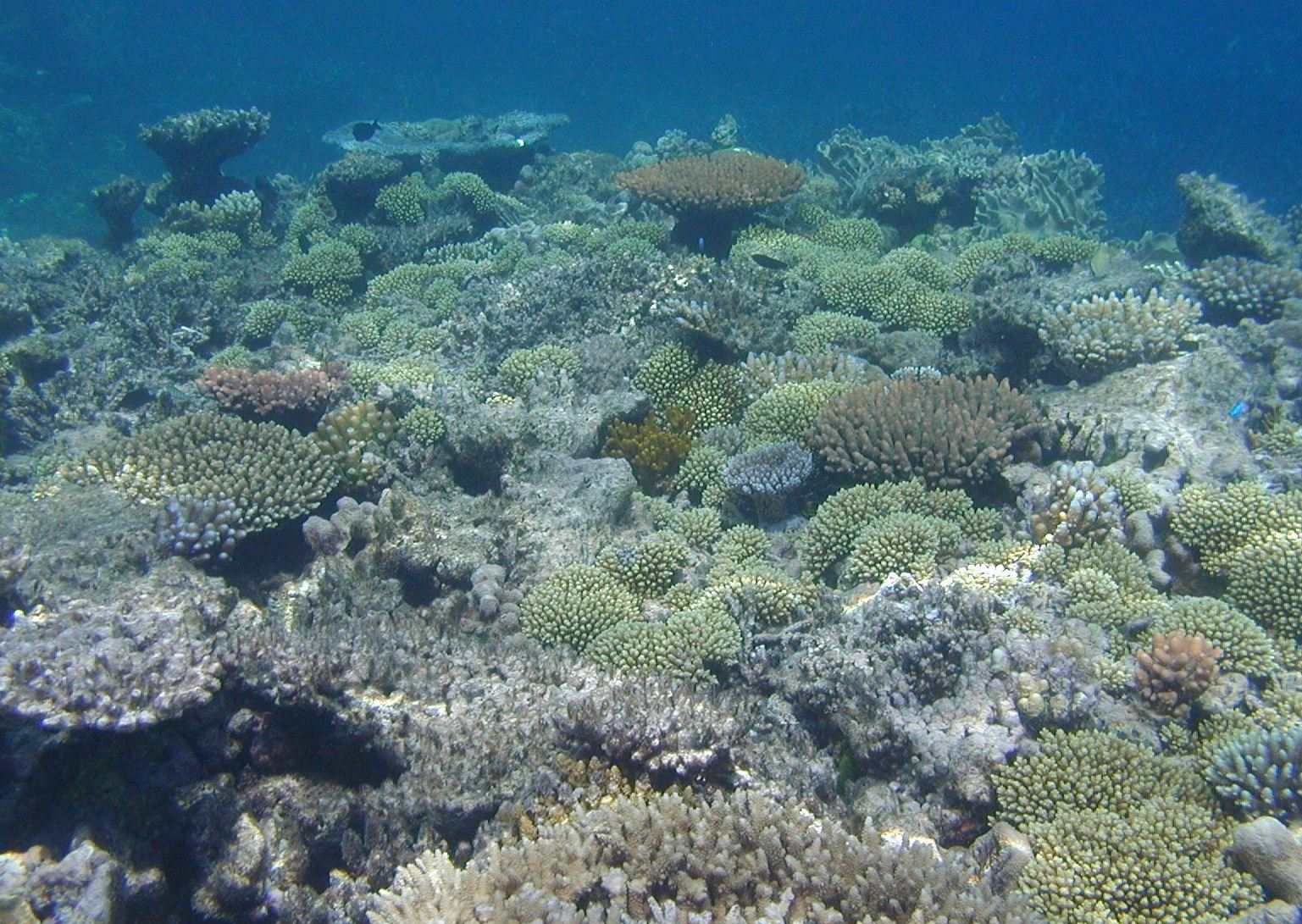
ケアンズ・セクションのエイジンコート・リーフ

## 生物
- カスリハタ
- ハナミノカサゴ